# Abraham Rudolph Kymmell (1683-1725)
Abraham Rudolph Kymmell  (Meppel, 13 juni 1683 - 1725) was een Nederlandse schulte.
Kymmel was een zoon van de uit Duitsland afkomstige ritmeester Georg Rudolf Friedrich Kymmell en de Meppelse Joanna Machteld Sichterman. Hij werd in maart 1706 door Eigenerfden en Ridderschap van Drenthe aangesteld tot schulte van Rolde, als opvolger van zijn broer Wolter, die gekozen was tot gedeputeerde van Drenthe. In 1720 werd hij tevens benoemd tot conducteur der militie. Hij werd in 1723 als schulte van Rolde opgevolgd door de latere landschrijver  van Drenthe Quirinus Beeltsnijder.